# Црква Светог великомученика Георгија у Бунушком Чифлуку
Црква Светог великомученика Георгија налази се у Бунушком Чифлуку, 6—7 километара јужно од Лесковца. Подигнута је 1869. године, а посвећена је Светом великомученику Георгију.

## Архитектура и унутрашњост
Црква има облик базилике дужине 21 метар, ширине 9,3 метара, а висока је 7 метара. Има олтарску апсиду, хор и доцније додат трем. Уместо живописа, основни брод храма био је окречен плавом бојом, а једна бела пантљика по своду била је исписана разним реченицама из Библије. Међутим, у олтарској апсиди се виде трагови ликова Исуса Христа Емануела, Свете Богородице и неколицине светаца, међу којима и архиепископ српски Свети Сава. Ниша проскомидије има насликано Христово распеће. Као и живопис у олтарској апсиди, слабо се распознаје и живопис у накнадно дограђеном трему. О њему се сазнаје из црквеног летописа. Наиме, по записима у том документу, а што се и сада може видети, свод има на себи слику Саваота коме на десној страни сија сунце, а на левој светли месец. Сем тога, у трему на јужној страни постоје фреске прегрешенија Адамовог и Евиног, Изгнанија и риданија, после чега су дошле представе како Адам обрађује земљу, а Ева преде. Од слика са темама из Старог завета су ту још и Жртва Каинова, Второје и страшноје пришествије Господа Бога и Спаса нашего Исуса Христа. Ту је и човек на страшном суду, а изнад њега теразије које на десном тасу имају његова добра дела, а на левом зла; затим на једној страни низ светаца и апостола, а на другој анђео са трубом и апостолима.
Бунушка црква има и иконостас чије су слике рађене на платну па прилепљене на даске. Иако почађале, оне су добро очуване. Патрон храма, Свети великомученик Георгије, представљен је споља у ниши изнад врата, али му је слика сасвим избледела.
Звоник цркве подигнут је 20 година касније и спојен је са тремом, док је звоно ливено у Темишвару и као поклон општине бунушне и двојице тутора набављено 1879. године.

## Црквена околина
У једној црквеној згради, 1872. године отворена је школа манастирског типа. Та зграда и данас постоји, а обновљена је уочи прославе стогодишњице исте школе.